# Chassieu
Chassieu este o comună în departamentul Rhône din sud-estul Franței. În 2009 avea o populație de 9.612 de locuitori.

## Evoluția populației
| An        | 1975  | 1982  | 1990  | 1999  | 2006  | 2009  |
| --------- | ----- | ----- | ----- | ----- | ----- | ----- |
| Populație | 3.599 | 6.882 | 8.508 | 9.049 | 9.267 | 9.612 |